# Церковь Рождества Пресвятой Богородицы (Надовражино)
Церковь Рождества Пресвятой Богородицы — храм Русской православной церкви в деревне Надовражино Московской области.
Адрес: Московская область, Истринский район, село Надовражино.

## История
Первая надовражинская церковь из дерева была сооружена в 1730 году и носила имя святителя Николая Мирликийского. Чуть позже в ней добавили тёплый придел в честь Казанской иконы Божией Матери. Эта церковь сгорела в результате пожара, а через десять лет, в 1766 году, погиб в огне и другой деревянный храм, возведённый на этом же месте. В 1767 году на месте старых церквей была построена новая каменная церковь Рождества Пресвятой Богородицы с трапезной и двумя приделами: Николая Чудотворца и Димитрия Ростовского. Церковь была создана на деньги тогдашней владелицы села — коллежской советницы Пелагеи Дурново.
Здание церкви было квадратное в плане, сложенное из обожжённого кирпича; имело шатровую кровлю на четыре ската, деревянный без резьбы иконостас и простые выбеленные стены. Зимой внутри было очень холодно, тепла небольшой железной печи не хватало для обогрева здания. Архитектором трапезной и колокольни был Вячеслав Жигардлович.
Трудности церкви Рождества Пресвятой Богородицы начались после окончания Гражданской войны: в 1922 году из неё изъяли все ценности и разместили магазин. Вскоре после Великой Отечественной войны здание вовсе разобрали, а кирпич пошёл на восстановление разрушенных деревенских домов.
Через десятилетия, после распада СССР, на сохранившемся фундаменте уничтоженной церкви возвели новую церковь Рождества Пресвятой Богородицы с приделом Николая Мирликийского. Строительством занимался авторский коллектив в составе архитектора Татьяны Ефимовой, художника-иконописца В. А. Гирбы под руководством архитектора-реставратора Андрея Анисимова. Освящение храма состоялось в сентябре 2001 года. Чин совершил настоятель московского Сретенского монастыря архимандрит Тихон (Шевкунов) по благословению патриарха Московского и всея Руси Алексия II.